# Национален отбор по футбол на Руската империя
Националният отбор на Руската империя представлява страната в международни срещи.

## История
Отборът е предшестван от сборни тимове на Москва и Санкт Петербург, които са играли няколко международни контроли. За първи мач на отбора се счита мачът на Москва срещу Бохемия през октомври 1910 г. През лятото на 1911 г. е сформиран отбор на Руската империя по случай турнето на тогавашните олимпийски шампиони Великобритания. Тогава островитяните изиграват 3 контроли с новосформирания тим. На следващата година отборът на империята участва на олимпийските игри, но отпада на 1/4 финал от Финландия, а в „утешителния турнир“ губи от състава на Германия с разгромното 0:16. Това остава най-голямата загуба в историята на руския футбол. Съставът се разпада поради началото на Първата световна война.
През 1912 г. в приятелски мач с Унгария (0:9) за Русия играят английски футболисти – Едуард Томас, Джеймс Чернък. Артър Паркър и Гари Нюман.

## Състав на Руската империя на Летните олимпийски игри 1912
| №             | Футболист          | Рождена дата | Клубен отбор            |         |
| Вратари       | Вратари            | Вратари      | Вратари                 | Вратари |
| ------------- | ------------------ | ------------ | ----------------------- | ------- |
|               | Пьотър Борейша     | 1885         | Нева (Санкт Петербург)  |         |
|               | Лев Фаворский      | 1893         | СКС                     |         |
| Защитници     |                    |              |                         |         |
|               | Владимир Марков    | 8.01.1889    | Спорт (Санкт Петербург) |         |
|               | Фьодор Римша       | 1891         | СКС                     |         |
|               | Пьотър Соколов     | 16.01.1891   | Унитас                  |         |
|               | Алексей Уверский   | 1891         | Спорт (Санкт Петербург) |         |
| Полузащитници |                    |              |                         |         |
|               | Николай Кинин      | 1890         | КС Орехово              |         |
|               | Николай Хромов     | 1892         | Унитас                  |         |
|               | Михаил Яковлев     | 1892         | Унитас                  |         |
|               | Владимир Власенко  | 14.01.1881   | Меркур                  |         |
| Нападатели    |                    |              |                         |         |
|               | Василий Бутусов    | 26.01.1982   | Унитас                  |         |
|               | Василий Житарев    | 1.1.1891     | КФС                     |         |
|               | Григорий Никитин   | 1889         | Спорт (Санкт Петербург) |         |
|               | Леонид Смирнов     | 1889         | Унион (Москва)          |         |
|               | Михаил Смирнов     | 1881         | Унион (Москва)          |         |
|               | Александър Филипов | 1892         | КФС                     |         |
|               | Сергей Филипов     | 1892         | Коломяги                |         |
|               | Ялмар Теравайн     | 24.08.1887   | без клуб                |         |